# Jared Fogle
 (octobre 2017).
Si vous disposez d'ouvrages ou d'articles de référence ou si vous connaissez des sites web de qualité traitant du thème abordé ici, merci de compléter l'article en donnant les références utiles à sa vérifiabilité et en les liant à la section « Notes et références ».
Jared Scott Fogle, aussi appelé « l'homme Subway », né le 23 août 1977, est un Américain célèbre pour être devenu le porte-parole de la chaîne de restauration américaine Subway, puis pour avoir été condamné pour des faits de pédocriminalité.

## Biographie
Né dans une famille juive d'Indianapolis, il devient obèse dans les années 1990 à cause d'un régime alimentaire inadapté et d'habitudes sédentaires. Il dit avoir atteint un poids de 193 kg. En 1998, alors qu'il est étudiant à l'université de l'Indiana, il change d'habitudes pour, affirme-t-il, manger midi et soir chez Subway et se mettre à un exercice physique régulier. Il estime avoir perdu 111 kg de cette manière.
L'histoire est racontée pour la première fois dans un journal étudiant en 1999, puis dans le magazine Men's Health. Quand la direction de Subway en prend connaissance, elle enrôle Jared Fogle pour une publicité diffusée à la télévision localement à partir du 1er janvier 2000. Le succès de cette campagne fait de Fogle le visage de la marque au niveau national, pendant quinze ans. Les 300 publicités qui le mettent en scène contribuent à la croissance de l'enseigne, qui en 2010 devient la plus répandue dans le monde, devant son rival McDonald's.
Il crée en 2004 la Jared Fundation, fondation de prévention contre l'obésité infantile. Une enquête du quotidien USA Today en 2015 montrera qu'elle ne finance aucun projet en rapport avec son objet, et sert surtout à rémunérer son fondateur.

## Arrestation
En 2006, Rochelle Herman, animatrice radio en Floride, reçoit Jared lors d'une émission de santé dans un collège. Cette rencontre l'amène à suspecter la pédophilie de Jared, qu'elle entend faire des commentaires obscènes à propos des collégiennes.
Rochelle va alors intentionnellement se lier d'amitié avec lui, afin de récolter des preuves contre lui. Avec plusieurs enregistrements d'appel téléphonique où Jared confie son attirance, Rochelle se présente au FBI. Malheureusement, on lui fait savoir que les preuves, enregistrées à l'insu de Jared, n'ont aucune valeur devant un tribunal.
Pendant 3 ans, Rochelle devient alors informatrice pour le FBI, dans l'espoir de parvenir à l'inculper, mais en vain.
Ce n'est qu'en 2015 qu'une enquête visant Russell Taylor, le directeur exécutif de la fondation caritative Jared Fogle, va révéler des échanges entre les deux hommes, au sujet de contenus pédopornographiques, concernant notamment les deux belles-filles de Russell Taylor, espionnées par caméra dans leur chambre.
À la suite de ces révélations, Jared est finalement arrêté le 7 juillet 2015. Jared Fogle étant accusé de pédophilie et d'abus sexuels sur mineurs, Subway suspend immédiatement sa collaboration avec son porte-parole, qui ne reprendra jamais.
Le 19 août 2015, il plaide coupable et avoue qu'il possède des films pédopornographiques, et qu'il paie des mineurs afin d'avoir des relations sexuelles avec eux. Le 19 novembre 2015, il plaide coupable sur toutes les charges. Sa sentence finale est de 15 ans de prison ferme, dont 13 ans non négociables. Il est incarcéré depuis.
Marié en 2010, Jared Fogle a eu deux enfants. Après sa condamnation, la mère en a obtenu la garde exclusive.